# Шахівниця Карла Великого
Шахові фігури Карла Великого — набір шахових фігур XI століття, зроблених зі слонової кістки, які зараз знаходяться в Кабінеті медалей Національної бібліотеки Франції. У 1598 році в наборі було 30 предметів, але після Французької революції збереглося лише 16 предметів. Один із найбільш добре збережених наборів фігур Середньовіччя. У наборі відсутні 15 пішаків і тура, оскільки повний шаховий набір складається з тридцяти двох фігур, включно з шістнадцятьма пішаками.

## Легенда
Легенда про набір свідчить, що ці шахи були подаровані Карлу Великому халіфом Гаруном ар-Рашидом, який був завзятим шахістом. Хоча вони були виготовлені щонайменше на два століття пізніше.
Шахи вперше згадуються в книзі анекдотів про життя Карла Великого, написаній у 880-х роках Ноткером Заїкою, який описує місію, відправлену Гаруном ар-Рашидом до Карла Великого у 802 році, і наводить список подарунків, надісланих халіфом, серед яких були слон і набір шахових фігур. Якби ця історія була правдивою, це було б свідченням того, що в шахи грали в Європі на століття раніше, ніж вважалося раніше. Хоча в франкських анналах повідомляється про прибуття слона на ім'я Абул-Аббас, там немає жодної згадки про шахові фігури, тому малоймовірно, що Карл Великий був знайомий з грою в шахи.
За іншою версією, гра була подарунком візантійської імператриці Ірини Афінської (пом. 803 року), що також не збігається з датою їх появи.

## Історія
За оцінками, набір був виготовлений між 1050 і 1100 роками в Салерно.
Існують різні теорії щодо перших власників колекції. Можливо, вона була створена для Роберта Гвіскара (помер 1085 року), нормандського полководця, або для Папи Григорія VII. Пізніше її подарували французькому королю, Філіпу II або Філіпу III.
З 13 по 18 століття набір перебував у абатстві Сен-Дені поблизу Парижа. 1598 року набір було інвентаризовано і зазначено, що він складається з 30 предметів. 1625 року набір вперше пов'язали з Карлом Великим у доповіді про історію абатства.
Під час Французької революції, коли майно було конфісковане у духовенства, лише 16 з 30 предметів вціліли і зберігються в Кабінеті медалей з 1794 року.

## Опис
Усі шахові фігури вирізьблені з блоків слонової кістки, висота яких сягає 15 см, а королі важать майже до 1 кг. На деяких фігурах також є сліди червоної фарби.
З оригінального набору збереглося лише шістнадцять частин. Не вистачає 15 пішаків і тури, оскільки повний набір шахів складається з тридцяти двох фігур, включаючи шістнадцять пішаків. Фігури, що збереглися
- два королі;
- два ферзі;
- три тури;
- чотири коні;
- чотири слони ;
- один пішак.

## Галерея

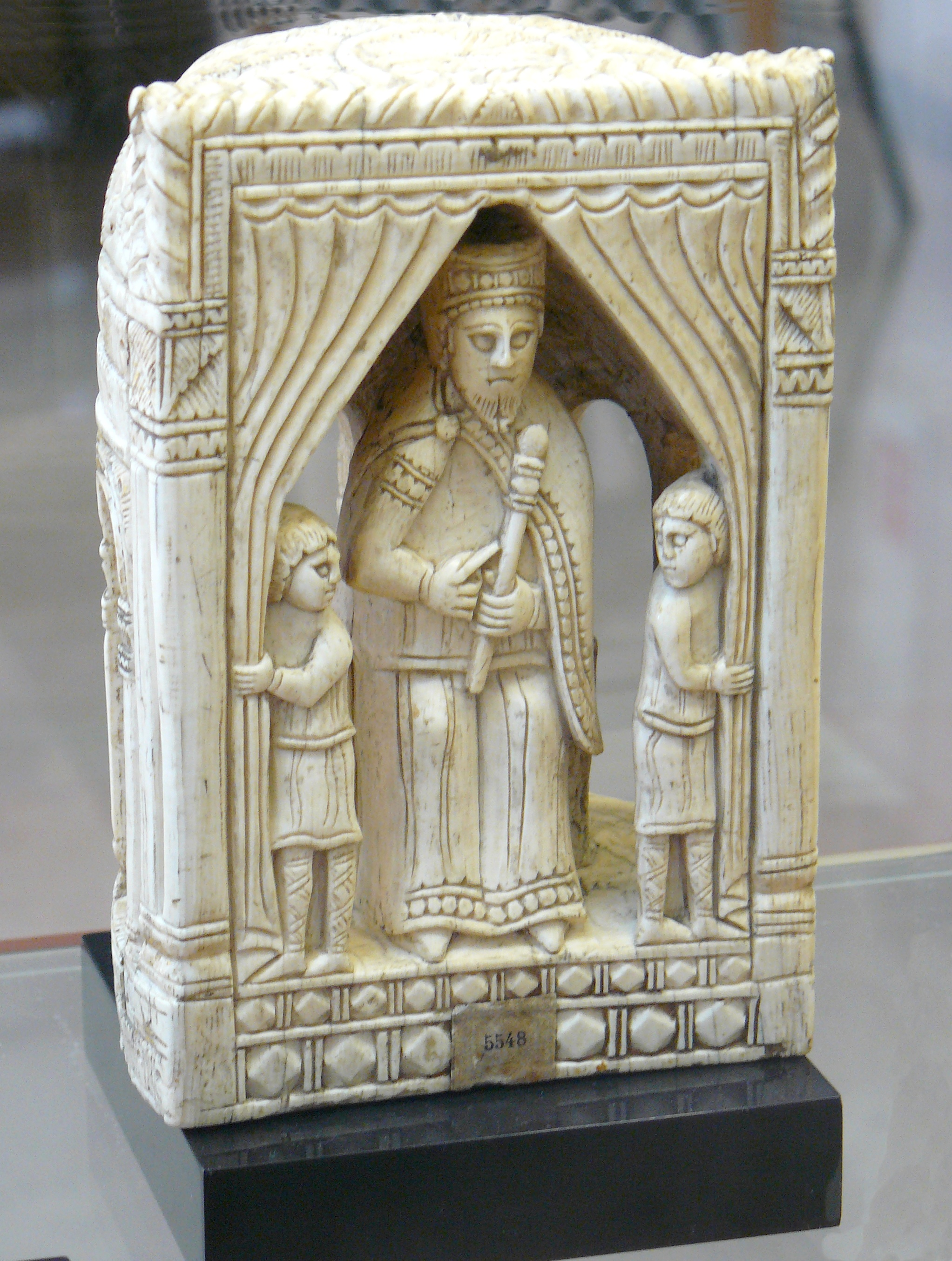
Король
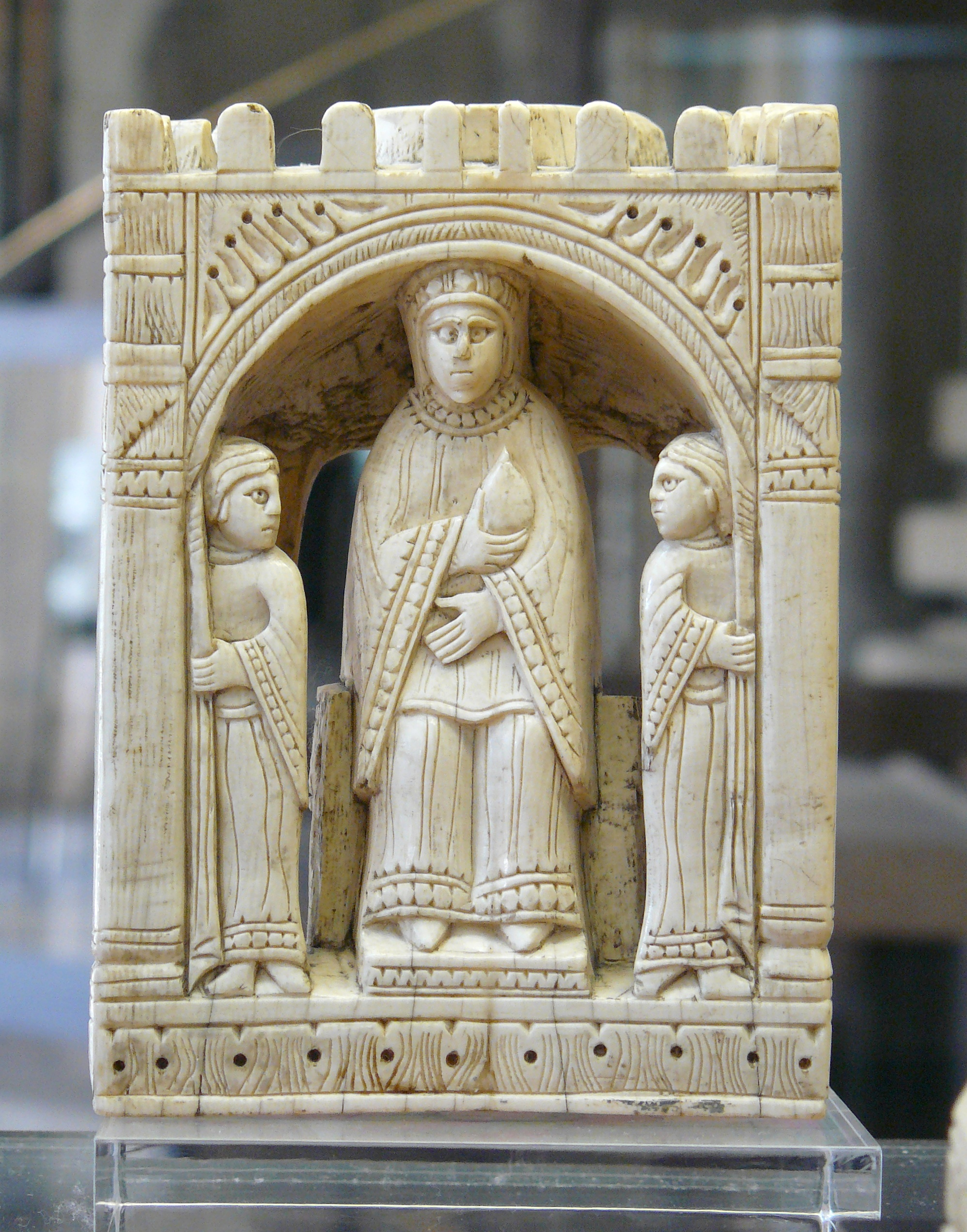
Ферзь
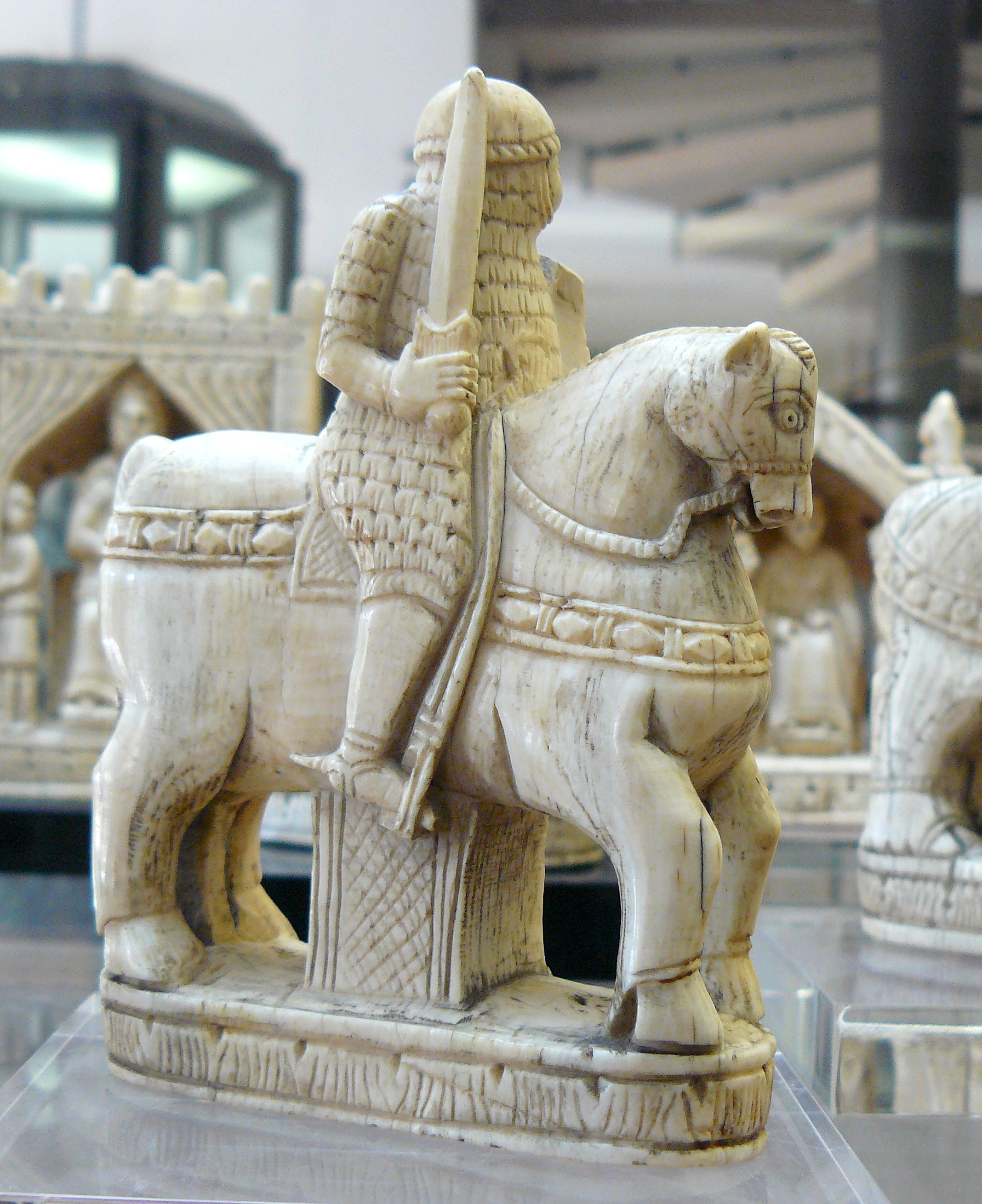
Кінь
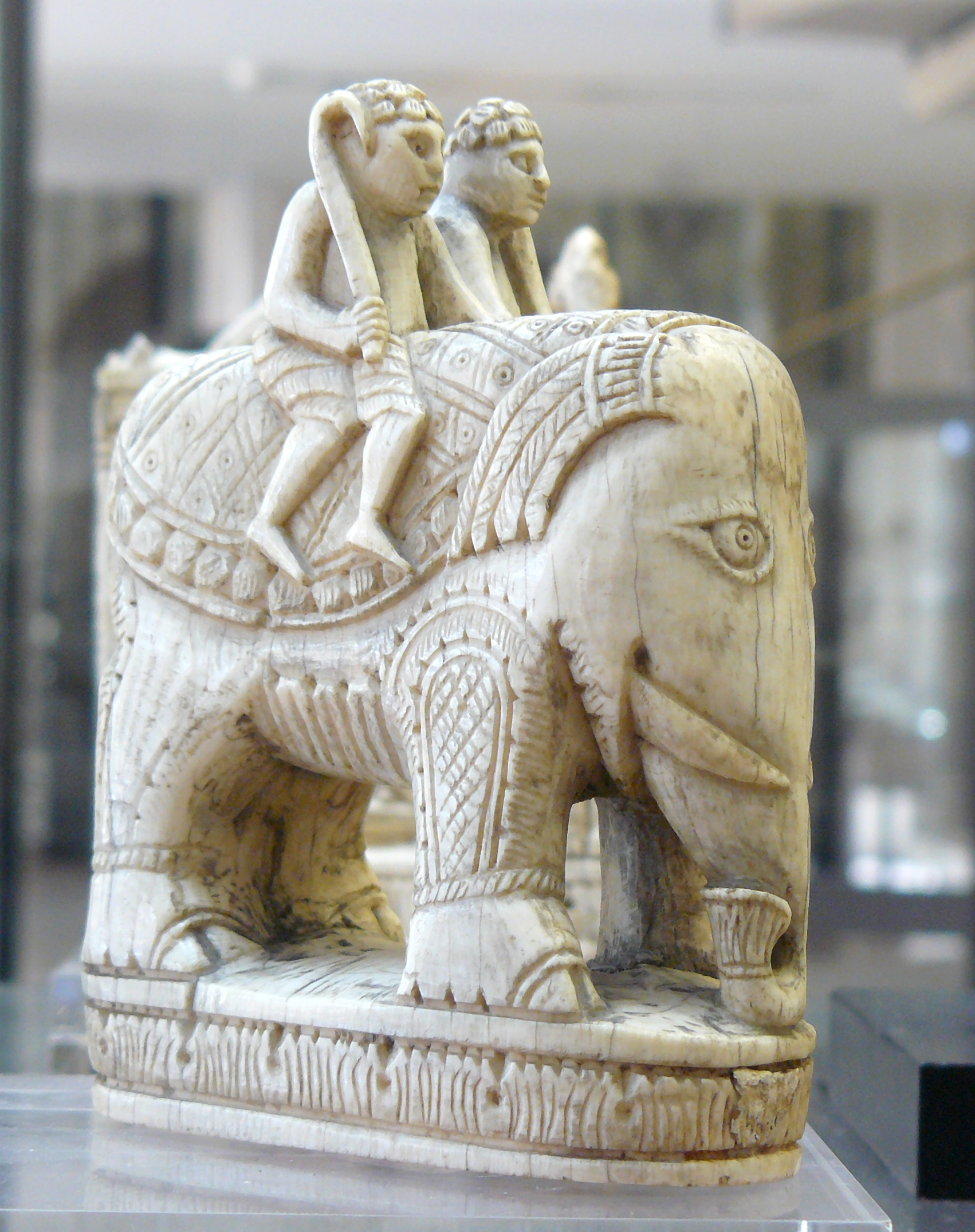
Слон